# Campeonato Mundial de Tiro de 1937
El XXXI Campeonato Mundial de Tiro se celebró en Helsinki (Finlandia) en el año 1937 bajo la organización de la Federación Internacional de Tiro Deportivo (ISSF) y la Federación Finlandesa de Tiro Deportivo.

## Resultados

### Masculino
| Evento                                            | Oro                                   | Plata                               | Bronce                              |
| ------------------------------------------------- | ------------------------------------- | ----------------------------------- | ----------------------------------- |
| Rifle 3 posiciones 300 m                          | Elmar Kivistik Estonia 1124 pts.      | Olavi Elo · Finlandia · 1121 pts.   | Gustav Lokotar Estonia 1113 pts.    |
| Rifle 3 posiciones 300 m (equipos)                | Estonia 5526                          | Finlandia · 5481                    | Suiza · 5481                        |
| Rifle en pos. tendida 300 m                       | Einari Oksa · Finlandia · 391         | Elmar Kivistik Estonia 390          | Olavi Elo · Finlandia · 390         |
| Rifle en pos. tendida 300 m (equipos)             | Estonia 1918                          | Finlandia · 1915                    | Suecia · 1905                       |
| Rifle en pos. de rodillas 300 m                   | Elmar Kivistik Estonia 381            | Kullervo Leskinen · Finlandia · 380 | Bertil Rönnmark · Suecia · 377      |
| Rifle en pos. de rodillas 300 m (equipos)         | Estonia 1856                          | Finlandia · 1843                    | Suecia · 1833                       |
| Rifle en pos. de pie 300 m                        | Olavi Elo · Finlandia · 362           | Emil Grünig · Suiza · 357           | Elmar Kivistik Estonia 353          |
| Rifle en pos. de pie 300 m (equipos)              | Estonia 1752                          | Suiza · 1751                        | Finlandia · 1735                    |
| Rifle militar 3 posiciones 300 m                  | Olavi Elo · Finlandia · 530           | Karl Zimmermann · Suiza · 528       | Lauri Kaarto · Finlandia · 526      |
| Rifle militar 3 posiciones 300 m (equipos)        | Suiza · 2586                          | Finlandia · 2583                    | Estonia 2570                        |
| Rifle militar en pos. tendida 300 m               | Kalle Liuhala · Finlandia · 188       | Elis Ekman · Finlandia · 187        | Kullervo Leskinen · Finlandia · 187 |
| Rifle militar en pos. tendida 300 m (equipos)     | Finlandia · 916                       | Suecia · 904                        | Francia 903                         |
| Rifle militar en pos. de rodillas 300 m           | Karl Zimmermann · Suiza · 185         | Emil Grünig · Suiza · 184           | Martti Kaarto · Finlandia · 182     |
| Rifle militar en pos. de rodillas 300 m (equipos) | Suiza · 907                           | Estonia 869                         | Finlandia · 857                     |
| Rifle militar en pos. de pie 300 m                | Johannes Vilberg Estonia 172          | Olavi Elo · Finlandia · 171         | Lucien Génot Francia 167            |
| Rifle militar en pos. de pie 300 m (equipos)      | Finlandia · 810                       | Estonia 804                         | Suiza · 781                         |
| Rifle 3 posiciones 50 m                           | Jacques Mazoyer Francia 1158          | Viljo Leskinen · Finlandia · 1149   | Gustav Lokotar Estonia 1145         |
| Rifle en pos. tendida 50 m                        | Johan-Albert Ravila · Finlandia · 396 | David Carlson Estados Unidos 396    | Eduard Seren Estonia 394            |
| Rifle en pos. tendida 50 m (equipos)              | Estados Unidos 1957                   | Finlandia · 1956                    | Estonia 1951                        |
| Rifle en pos. de rodillas 50 m                    | Harald Kivioja Estonia 385            | Jacques Mazoyer Francia 385         | Ernst Tellenbach · Suiza · 385      |
| Rifle en pos. de rodillas 50 m (equipos)          | Estonia 1897                          | Suiza · 1883                        | Francia 1882                        |
| Rifle en pos. de pie 50 m                         | Jacques Mazoyer Francia 380           | Viljo Leskinen · Finlandia · 379    | August Liivik Estonia 377           |
| Rifle en pos. de pie 50 m (equipos)               | Estonia 1852                          | Suiza · 1840                        | Finlandia · 1833                    |
| Pistola 50 m                                      | Torsten Ullman · Suecia · 555         | Walter Büchi · Suiza · 541          | Jacques Mazoyer Francia 535         |
| Pistola 50 m (equipos)                            | Suiza · 2650                          | Finlandia · 2625                    | Suecia · 2622                       |
| Pistola rápida de fuego 25 m                      | Kārlis Kļava Letonia 54               | P. Giedrimas · Lituania · 54        | Erik Ljungqvist · Finlandia · 54    |
| Pistola rápida de fuego 25 m (equipos)            | Finlandia · 67                        | Lituania · 91                       | Alemania 97                         |
| Ciervo móvil 100 m –tiro simple–                  | Rolf Bergersen · Noruega · 203        | Herman Pyk · Suecia · 200           | Hans Aasnæs · Noruega · 199         |
| Ciervo móvil 100 m –tiro doble–                   | Olle Sköldberg · Suecia · 190         | Hans Aasnæs · Noruega · 185         | Herman Pyk · Suecia · 184           |
| Foso                                              | Konrad Huber · Finlandia · 294        | Ake Af Forselles · Finlandia · 292  | Sándor Lumniczer · Hungría · 292    |
| Foso (equipos)                                    | Finlandia · 1155                      | Alemania 1121                       | Suecia · 1103                       |

## Medallero
| Núm. | País           | Oro | Plata | Bronce | Total |
| ---- | -------------- | --- | ----- | ------ | ----- |
| 1    | Finlandia      | 10  | 13    | 8      | 31    |
| 2    | Estonia        | 10  | 3     | 7      | 20    |
| 3    | Suiza          | 4   | 7     | 3      | 14    |
| 4    | Suecia         | 2   | 2     | 6      | 10    |
| 5    | Francia        | 2   | 1     | 4      | 7     |
| 6    | Noruega        | 1   | 1     | 1      | 3     |
| 7    | Estados Unidos | 1   | 1     | 0      | 2     |
| 8    | Letonia        | 1   | 0     | 0      | 1     |
| 9    | Lituania       | 0   | 2     | 0      | 2     |
| 10   | Alemania       | 0   | 1     | 1      | 2     |
| 11   | Hungría        | 0   | 0     | 1      | 1     |
|      | TOTAL          | 31  | 31    | 31     | 93    |